# Morosina Morosini

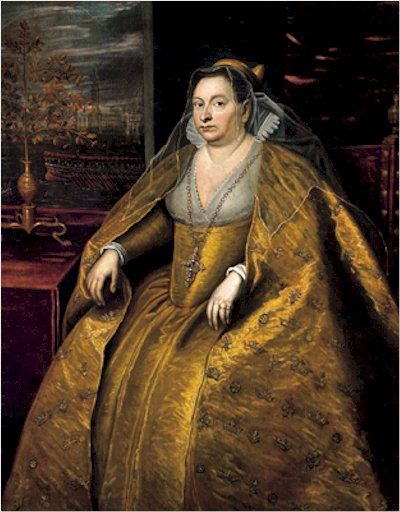
Morosina Morosini-Grimani av Tintoretto.

Morosina Morosini-Grimani, född 1545, död 21 januari 1614, var en dogaressa av Venedig, gift med Venedigs doge Marino Grimani (r. 1595-1606). 
Hon var dotter till Andrea Morosini och gifte sig 1560 med Marino Grimani. Hon var arvtagare till en förmögenhet och finansierade delvis makens kandidatur. Paret beskrivs som pompösa och bestämde gemensamt att hennes kröning skulle bli den mest påkostade hittills i Venedig, och hennes kröning i maj 1597 ska också ha blivit den mest praktfulla någon dogaressa fick, och den sista förutom Elisabetta Quirinis 1694. Morosina var som dogaressa beskyddare av spetsindustrin i Burano och bildade också en kommitté för att uppmuntra spetsknyppling bland de kvinnliga medlemmarna av Venedigs aristokrati. Som änka restaurerade hon kyrkan San Sebastiano. 